# Aldo Balzarini
Aldo Balzarini (* 7. Juli 1930 in Meran; † 2. September 1990) war ein italienischer Politiker der Democrazia Cristiana aus Südtirol.

## Biographie
Balzarini war beruflich als Handelsbetriebsleiter tätig. Von 1960 bis 1965 fungierte er als Fraktionssprecher der DC im Meraner Gemeinderat, anschließend amtierte er bis 1973 als Bürgermeister seiner Heimatstadt. 1974 konnte er nach dem Ausscheiden von Giuseppe Martiner in den Südtiroler Landtag und damit gleichzeitig den Regionalrat Trentino-Südtirol nachrücken; allerdings verlor er seinen Sitz 1976 wieder, nachdem der Staatsrat sein Mandat für verfallen erklärt hatte, woraufhin er durch Gaetano Marcon ersetzt wurde. Bei den Wahlen 1978 gelang Balzarini der erneute Einzug in Landtag und Regionalrat, denen er bis zu seinem Tod 1990 angehörte. In dieser Zeit wirkte er von 1978 bis 1981 und ab 1988 als Vizepräsident des Landtags sowie von 1979 an als Assessor und Vizepräsident in der Regionalregierung. In den Jahren von 1984 bis 1989 gehörte er zudem als Ersatzlandesrat für Finanzen und Vermögen im Kabinett Magnago VI der Südtiroler Landesregierung an.